# Heinz Günther Konsalik
Heinz Günther Konsalik (Colonia, 28 maggio 1921 – Salisburgo, 2 ottobre 1999) è stato uno scrittore e drammaturgo tedesco.

## Biografia
Heinz Günther Konsalik, pseudonimo di Heinz Gunther, è stato uno degli scrittori tedeschi del dopoguerra di maggior successo commerciale. Scrisse oltre 150 opere tra romanzi e racconti, venduti in 85 milioni di copie e tradotti in 42 lingue.
Raggiunse il successo con il romanzo Der Arzt von Stalingrad (Il medico di Stalingrado, 1956), liberamente ispirato alla vera storia di un medico tedesco rinchiuso, insieme a suoi connazionali, in un campo di lavoro russo. Il tema della guerra, narrata dal punto di vista dei tedeschi sconfitti, ritorna spesso nella produzione di Konsalik, ma Il medico di Stalingrado rimane la sua opera più nota, anche grazie al grande successo dell'adattamento cinematografico del 1958.

## Opere tradotte in italiano
- 1958 Il medico di Stalingrado
- 1959 La rocca sul Reno
- 1959 Battaglione di disciplina 999
- 1960 Chiedo la pena di morte
- 1960 Prigioniero della gloria
- 1961 Diagnosi cancro
- 1961 Diavoli verdi a Montecassino
- 1962 Il cielo del Kazakistan
- 1962 Il volto donato
- 1962 Sinfonia russa
- 1964 Il cuore della 6ª armata
- 1965 La ragazza di Torusk (come Henry Pahle)
- 1965 Un peccato di troppo
- 1965 Clinica privata
- 1967 Amore sulla sabbia ardente
- 1969 All'alba è tramontato il sole
- 1969 Il prigioniero del deserto
- 1969 Tra gli artigli del leone
- 1969 Una notte maledetta
- 1970 Amore sul Don
- 1971 Il medico del deserto
- 1972 La minaccia
- 1972 Un uomo come un uragano
- 1973 Dal nulla una nuova vita
- 1973 Un'estate d'amore
- 1974 L'angelo dei dimenticati
- 1974 I dannati della taiga
- 1975 La stanza del sole
- 1976 Squali a bordo
- 1977 Il doppio gioco
- 1977 Un matrimonio felice
- 1978 L'isola delle sette palme
- 1978 Destinazione paradiso
- 1979 Il fuoco delle pietre verdi
- 1979 Appuntamento in Camargue
- 1979 Dieci vite vendute
- 1980 Una famiglia perbene
- 1980 Lo Zar e la Ballerina
- 1981 Battaglione donne
- 1981 Il fiore magico
- 1982 Viaggio alla terra del fuoco
- 1982 Licenza d'amare
- 1982 Gli amanti
- 1983 Una croce in Siberia
- 1984 La vita nelle sue mani
- 1985 Complotto d'alto bordo
- 1988 La sala d'ambra
- 1991 Il padiglione di giada
- 1994 I due colori del Rosso
- 1995 Polvere mortale